# Ingrid Vidal
Ingrid Julieth Vidal Isaza (Palmira (Colômbia), 22 de abril de 1991) é uma futebolista profissional colombiana que atua como atacante.

## Carreira
Ingrid Vidal fez parte do elenco da Seleção Colombiana de Futebol Feminino, nas Olimpíadas de 2012 e 2016.